# 栃木県立富屋特別支援学校
栃木県立富屋特別支援学校（とちぎけんりつ とみやとくべつしえんがっこう）は、栃木県宇都宮市徳次郎町にある公立特別支援学校。知的障害者を教育対象とする。

## 学部
- 小学部
- 中学部
- 高等部

## 沿革
- 1974年（昭和49年）1月1日 - 栃木県立野沢養護学校内に開校準備室を設置
- 1979年（昭和54年）4月1日 - 栃木県立富屋養護学校開校
- 1980年（昭和50年）4月1日 - 高等部設置
- 1981年（昭和56年）2月21日 - 体育館完成
- 1985年（昭和60年）2月20日 - 校歌制定
- 2005年（平成17年）4月1日 - 2学期制導入
- 2008年（平成20年）4月1日 - 栃木県立富屋特別支援学校へ校名変更
- 2010年（平成22年）4月1日 - 鹿沼市立西中学校内に校舎を新設し鹿沼分校開設

## 通学区域
- 宇都宮市
- 鹿沼市

## 特色

### 晃陽中学校との交流
富屋特別支援学校では、同じ徳次郎町内にある宇都宮市立晃陽中学校との交流を長年続けている。交流の内容は、富屋特別支援学校の文化祭「ふよう祭」で生徒が作った手芸品、食器、野菜などの販売を晃陽中の生徒の一部が手伝うというものである。1997年（平成9年）には晃陽中の1年生が富屋養護学校（当時）を訪問し、中学部の生徒が普段行っているしいたけの原木運びなどの作業に協力して取り組むという教育活動が行われた。